# Alfons Troll
Alfons Troll (* 9. November 1889 in Schwarzach; † 30. November 1964 in Bregenz) war ein österreichischer Landespolitiker (CS, VF, ÖVP) aus dem Bundesland Vorarlberg. Von 1934 bis 1938 war er Landesstatthalter in der ständischen Vorarlberger Landesregierung.

## Leben und Wirken
Alfons Troll wurde am 9. November 1889 als Sohn eines Wetzsteinfabrikanten in der Rheintalgemeinde Schwarzach geboren. Nach dem Besuch der Schwarzacher Volksschule war er von 1901 bis 1905 am Feldkircher Jesuitenkolleg Stella Matutina und anschließend im Gymnasium in Hall in Tirol, wo er auch maturierte. Von 1911 bis 1914 studierte er Rechtswissenschaften an den Universitäten Innsbruck und Wien. Am 6. März 1915 promovierte er in Innsbruck zum Doktor der Rechtswissenschaften. Von 1914 bis 1918 absolvierte Troll seinen Kriegsdienst im Ersten Weltkrieg und wurde anschließend ab 1918 Richter an den Bezirksgerichten in Bregenz und Bezau. Bereits am 25. Juli 1917 heiratete er in Laibach Severina Babic, mit der er in den Jahren 1918 und 1923 zwei Kinder bekam.
Am 5. März 1934 wurde Alfons Troll als Nachfolger von Ferdinand Redler als Landesstatthalter in der ersten nach den neuen Gesetzen des österreichischen Ständestaats gebildeten Vorarlberger Landesregierung angelobt. Als solcher unterstanden ihm die Ressorts Jagd, Fischereiwesen und Straßenwesen. Nach dem Anschluss Österreichs an das Deutsche Reich und der Machtergreifung der Nationalsozialisten wurde Troll am 12. März 1938 zum Abdanken gezwungen und kurzzeitig in Schutzhaft genommen. 
Während des Zweiten Weltkriegs arbeitete er in der Folge als landwirtschaftlicher Arbeiter und Buchhalter, ehe er nach Kriegsende von 1945 bis 1948 Leiter der Abteilung Jagdwesen und Vorsitzender der Wirtschaftssäuberungskommission im Amt der Vorarlberger Landesregierung wurde. 1948 kehrte er als Leiter und Gerichtsvorsteher des Bezirksgerichts Bregenz wieder in seinen juristischen Stammberuf zurück. Ab dem Jahr 1951 bis zu seiner Pensionierung 1955 wurde er zudem Präsident des Landesgerichts in Feldkirch. Im Jahr 1955 wurde ihm zudem das Große Silberne Ehrenzeichen für Verdienste um die Republik Österreich verliehen. Alfons Troll verstarb am 30. November 1964 im Alter von 75 Jahren in Vorarlbergs Landeshauptstadt Bregenz.